# Petar Zlatev

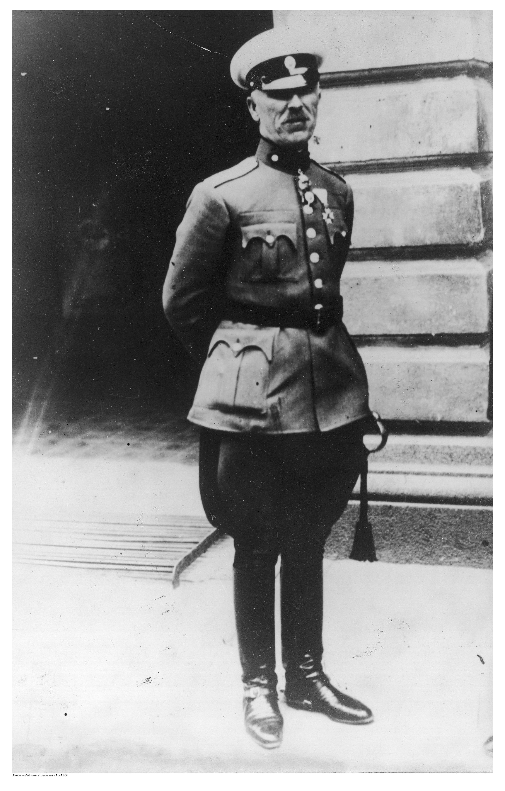
Petar Zlatev

Petar Ivanov Zlatev (Bulgaars: Петър Иванов Златев) (Elena, 2 november 1881 - Sofia, 24 juli 1948) was een Bulgaars militair en politicus (Militaire Unie). 
Luitenant-generaal Zlatev was inspecteur-generaal van de cavalerie en lid van de Militaire Liga (zie: Bulgarije, geschiedenis). Hij werd na de staatsgreep van de Liga en Zveno in 1934 minister van Defensie. Zlatev, een monarchistisch lid van de Militaire Liga, werd in februari 1935 met steun van koning Boris III als premier in het zadel geholpen, als tegenwicht tegen de republikeinse leden van de Liga. Enkele maanden later werd hij door een burgerpoliticus vervangen.